# Ernst Habermann (Politiker)

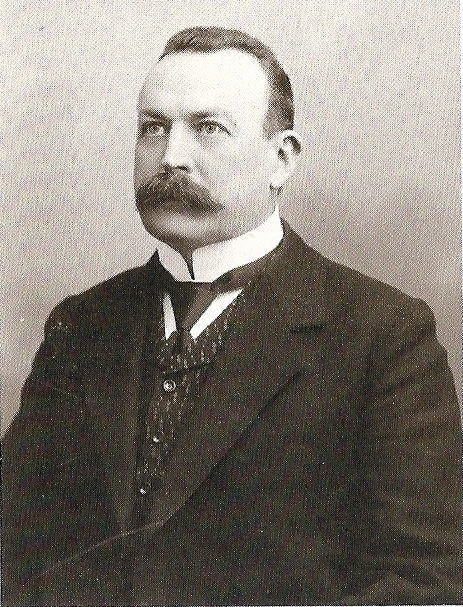
Bürgermeister Ernst Habermann ca. 1907

Ernst Habermann (* 8. Juni 1866 in Nordhausen; † 6. Juni 1958 ebenda) war ein deutscher Kommunalpolitiker. Er war von 1897 bis 1921 Gemeindevorsteher, ab 1906 Bürgermeister und ab 1909 Oberbürgermeister von Deutsch-Wilmersdorf.

## Leben
Habermann war seit dem 12. November 1896 als juristischer Assistent in der Wilmersdorfer Gemeindeverwaltung tätig. Wenig später wurde er Syndikus der Gemeindeverwaltung und nach dem Tod seines Vorgängers Friedrich Stork wurde er am 16. August 1897 zum Gemeindevorsteher gewählt. Am 1. April 1906 erhielt die Gemeinde Stadtrecht und den offiziellen Namen Deutsch-Wilmersdorf. Mit dem 1. April 1907 schied Deutsch-Wilmersdorf aus dem Kreis Teltow aus und wurde ein selbstständiger Stadtkreis. Zum 24. April 1907 wählte ihn der Magistrat der neu entstandenen Stadt Deutsch-Wilmersdorf zum Bürgermeister. 1909 wurde er von Kaiser Wilhelm II. zum Oberbürgermeister ernannt, der er bis zur Gründung von Groß-Berlin im Jahr 1920 blieb.
Während seiner Amtszeit war er unter anderem zusammen mit dem Baubeamten Hermann Müller an dem Bau der Untergrundbahn bzw. der Wilmersdorf – Dahlemer Schnellbahn beteiligt. Für seine Verdienste erhielt er bei der Eröffnung im Jahre 1913 zusammen mit dem gegenwärtigen Stadtbaurat für den Tiefbau Hermann Müller den Königlichen Kronen-Orden III. Klasse. Im Jahre 1917 erhielt er zusammen mit dem gegenwärtigen Oberbürgermeister von Neukölln Curt Kaiser das Eiserne Kreuz am weißen Bande verliehen. Der Landesdirektor der preußischen Provinz Brandenburg ernannte ihn am 6. März 1920 zum Preußischen Provinzialrat.
Als während der Novemberrevolution Arbeiter- und Soldatenräte die Macht übernahmen, wurde der Oberbürgermeister und der gesamte Magistrat gebeten, im Amt zu bleiben. Die Räte erschienen in der Stadtverordnetenversammlung, nahmen auf den Zuschauerbänken Platz und verhielten sich ruhig. Von 1920 bis 1933 wirkte Habermann als unbesoldeter Stadtrat. Er war Mitglied der Berliner Freimaurerloge Zu den drei Lilien.

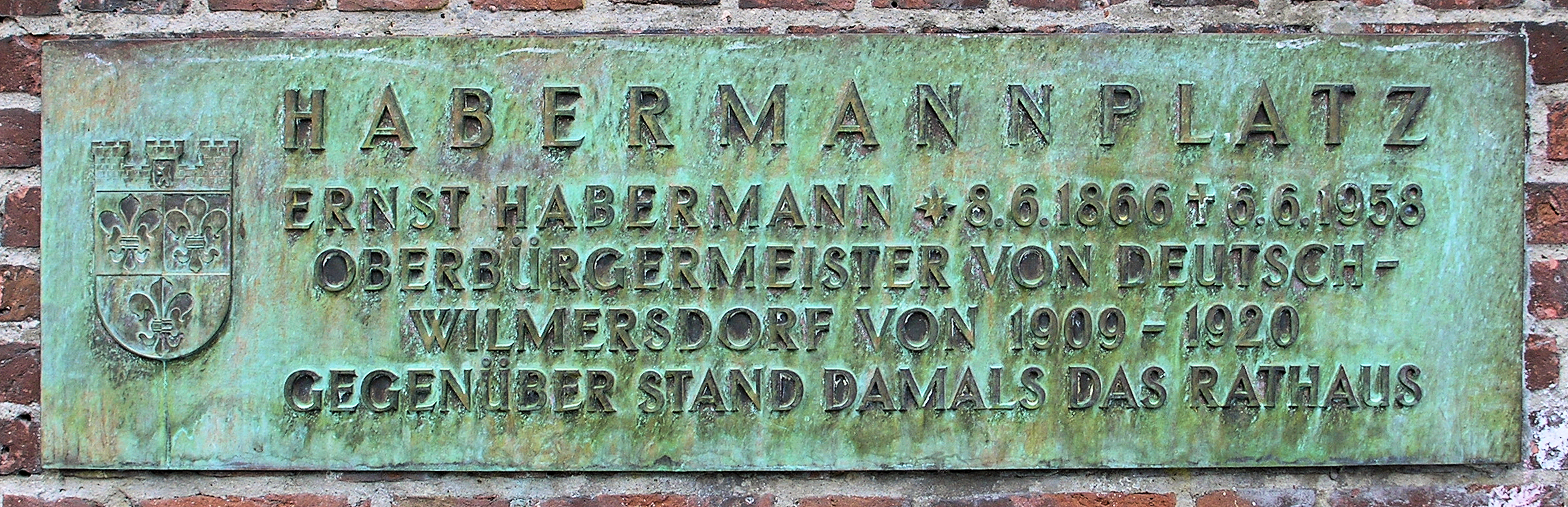
Gedenktafel am Habermannplatz

Im Jahr 1956 erhielt er aus Anlass seines 90. Geburtstags von der Stadt Berlin wegen seiner Verdienste in der Kommunalpolitik den Ehrentitel Stadtältester von Berlin. Der Habermannplatz, eine Gedenktafel am Habermannplatz und die Ernst-Habermann-Grundschule, Babelsberger Straße 24/25, erinnern an ihn.